# Andre Norton
Andre Alice Norton, född Alice Mary Norton 17 februari 1912 i Cleveland, Ohio USA, död 17 mars 2005, var en amerikansk fantasy- och science fiction-författare som hann med att skriva omkring 130 böcker under sin 70-åriga författarkarriär.

## Känd under många namn
Andre Nortons föräldrar gav henne namnet Alice Mary Norton, men redan när hon skrev noveller för en skoltidning kallade hon sig Miss Sylvia Cochrane och senare har hon använt pseudonymerna Andrew North och Allen Weston. Samma år som hennes första roman publicerades, 1934, bytte hon juridiskt namn till Andre Alice Norton för att lättare attrahera en manlig publik för sina verk och för att bli tagen på allvar som författare av science fiction. Hon är mest känd som Andre Norton.

## Utmärkelser
Norton var första kvinna att motta World Science Fiction Societys Gandalf Grand Master-pris, vilket hon gjorde 1977.
1983 belönades hon med SFWA:s Grand Master-pris, en utnämning som senare bytt namn till Damon Knight Memorial Grand Master Award. Till hennes minne har samma organisation, SFWA, skapat ett nytt science fictionpris: Andre Norton Award som med start 2006 delas ut, i samband med utdelningen av Nebulapriset, till den bästa debutanten inom science fiction eller fantasy som skriver för unga vuxna.